# Tiriyó
Les Tiriyó sont un peuple amérindien d'environ 2 000 individus du Suriname et du Brésil. Ils habitent sur la berge des rivières Paru, Marapi, Tapanahoni et Sapawilini. Ils furent convertis au christianisme.

## Dénomination
Ce peuple s'appelle lui-même Tïrïjo [tɨɽɨ:jo], bien qu'il reconnaît aussi le terme brésilien Tiriyó ou surinamais Trio. Ces termes sont parfois étendus aux autres amérindiens.

## Langue
Ce peuple parle presque exclusivement la langue tiriyó.

## Villages Tiriyó

### Brésil

#### Rivière Paru
- Tawainen
- Kaikui Tëpu
- Santo Antônio do Tauá
- Mataware

#### Rivière Marapi
- Kuxaré
- Yaawa

### Suriname

#### Rivière Tapanahoni
- Paloemeu
- Tepoe

#### Rivière Sapaliwini
- Kwamalasamutu